# گلن بالارد
گلن بالارد (انگلیسی: Glen Ballard؛ زادهٔ ۱ مهٔ ۱۹۵۳) یک موسیقی‌دان اهل ایالات متحده آمریکا است. وی از سال ۱۹۷۸ میلادی تاکنون مشغول فعالیت بوده‌است.
از فیلم‌ها یا برنامه‌های تلویزیونی که وی در آن نقش داشته است می‌توان به بد ۲۵، کیتی پری: بخشی از من اشاره کرد.